# Дворец в Баня
Дворецът в Баня, наричан още Дворец „Къщата“ или Царска къща, е лятна царска вила в Баня, Карловско, област Пловдив.
Използвана е от българския цар Борис III и рода му. Вилата е построена през 1929 г. в северния край на тогавашното село Баня по проект на известните български архитекти Иван Васильов и Димитър Цолов. Тя сред 6-те частни имота на царското семейство Кобурготски и единствената частна къща, построена от Борис III.
Борис III посещава Баня през 1925 г. след неуспешно лечение на ревматизма си в Хисаря. Тогава царят отсяда във вилата на своя приятел фабриканта Велизар Багаров. Царят оценява достойно преимуществата на Карловските бани и решава да построи своя лятна вила в близост до тях.
Земята, върху която е построена вилата, е била закупена от местните земеделци. Общата площ на малкия архитектурен ансамбъл е 10 дка., като 7 дка. е площта на парка, прилежащ към комплекса. Като любител на ботаниката цар Борис III създава един великолепен парк в царската къща. През парка е преминавала малка рекичка, която е напоявала красивите растения, които днес са представени от блатната секвоя, дивият кестен, магнолията и много други. Паркът лежи на богати извори на топли минерални води и на територията му има такъв лечебен минерален извор.
Вилата е построена в архитектурния стил на българския Романтизъм претворяващ духа на българската възрожденска архитектура с характерните за стила елементи и детайли като големия чардак, който раздвижва строгата линия на фасадата. Той е застлан с италиански теракот, а 5 дъбови колони осигуряват неговата устойчивост. Прозорците са с кепенци и други елементи, заимствани от българската възрожденска къща. Комплексът има още 2 по-малки сгради, предназначени за гости и прислуга. Целият имот е ограден с масивен, висок каменен зид с 2 дъбови ковани порти. Царската вила е семпло обзаведена, без излишен лукс и блясък.
След отмяната на монархията в България през 1946 г. дворецът в Баня е национализиран от тогавашния режим. Едва след демократичните промени българският съд в 90-те година на 20 век възстановява собствеността на двореца на наследниците на Борис III – княгиня Мария Луиза и цар Симеон II. Днес сградата съхранява автентична ориенталска мебел, картини от най-видни български художници приближени и ценени от българската царска династия като Константин Щъркелов, Борис Денев, Владимир Наумов и други. Вилата е първият дом в България на цар Симеон II след окончателното му завръщане в родината, той и сестра му със свои гости и приближени често пребивават тук, а Баня е избирателната секция където царят гласува. Комплексът е защитен с държавен статут на „паметник на културата“, за него се грижи Винарна „Розовата Долина“, винарната е известна с това, че от нейните 65 000 m² се произвеждат специални вина ценени от Херман Гьоринг и Адолф Хитлер, a които във времената на СССР се доставят специално за Политбюро на ЦК на КПСС и лично за Леонид Илич Брежнев.
Къщата е отворена за посещения при специални поводи и събития. През юни 2025 г. Симеон обявява намерението си да продаде имота.